# Cacodemonius cactorum
Espèce
Synonymes
- Withius cactorum Chamberlin, 1923

Cacodemonius cactorum est une espèce de pseudoscorpions de la famille des Withiidae.

## Distribution
Cette espèce est endémique du Sonora au Mexique. Elle se rencontre sur San Pedro Mártir.

## Description
Le mâle holotype mesure 2 mm.

## Publication originale
- Chamberlin, 1923 : New and little known pseudoscorpions, principally from the islands and adjacent shores of the Gulf of California. Proceedings of the California Academy of Sciences, sér. 4, vol. 12, no 17, p. 353-387 (texte intégral).